# Вила Бруна Мозера у Земуну
Вила Бруна Мозера је градска породична вила угледног Земунца немачког порекла Бруна Мозера, власника породичне винарије Мозер и представља јединствен пример архитектуре овог типа стамбеног објекта у београдској архитектури с почетка тридесетих година 20. века. Налази се на адреси Мозерова 7 у општини Земун.

## Опште информације
Вила је грађена у периоду од 1929. до 1931. године, а смештена је на пространој парцели у ширем рејону центра Земуна (после Другог светског рата у саставу комплекса НАВИП), у потпуности је заснована на модернистичким обликовним идиомима правилне геометризоване структуре у композицији кубичних и полуобличастих волумена, али с конвенционалнијом организацијом унутрашњег простора. Раван кров је у потпуности ослобођен и намењен кровној тераси која постаје тренд у архитектури модерних једнопородичних стамбених објеката.
Изграђена је делом од традиционалних материјала, опеке у кречном малтеру, бетонске и дрвене конструкције, ентеријера украшеног модернистички обликованим елементима, складном и функционалном формом и простором. Објекат је саздан од форми кубичних облика, конципиран у духу функционалистичке архитектуре презентоване у високом естетском домету. У примењеном концепту кубичног волумена сагледава се утицај архитекте Адолфа Лоса. Концепт сагласја ентеријера и екстеријера, степеновање планова по дубини говори о утицају интернационалног стила. Функција објекта и форма су обједињени и уклопљени у природно окружење, што високо вреднује ову грађевину према критеријумима естетског функционализма. Вила Мозер поседује архитектонске вредности и представља ауторско остварење еминентног архитекте.
Попут других модерних београдских кућа из четврте декаде 20. века и у архитектури Виле Мозер је акценат стављен на спољашње обликовање које исказује нова стремљења, док је уређење ентеријера било мање осавремењено, пре свега, због објективних прилика средине у којој није било производа из индустријске производње или доступних савремених материјала, а о томе сведочи и употреба класичне столарије.
Вилу је пројектовао Милан Злоковић српски архитекта, научник, универзитетски професор и ликовни уметник.
На предлог Завода за заштиту споменика културе града Београда, Влада Републике Србије је на седници одржаној 30. априла 2024. године утврдила „Вилу Мозер у Београду“ за споменик културе.